# Egnaci (general samnita)
Egnaci o Ignaci (en llatí Gellius Egnatius) va ser el líder dels samnites, pertanyent al clan Varriani, a la tercera guerra samnita que va esclatar l'any 298 aC.
Després de la segona campanya, el 297 aC els samnites semblava que estaven derrotats però llavors, al següent any, Gel·li Egnaci va anar a Etrúria (tot i la presència dels romans al Samni) i va aconseguir l'aliança dels etruscs. Aquest fet va obligar els romans a sortir del Samni, però els cònsols Luci Volumni i Appi Claudi Cec, combinant les seves forces, van derrotar els exèrcits aliats, (296 aC). El 295 aC Egnaci es va aliar als gals i als umbres, però retirats els etruscs i umbres, els samnites i gals es van trobar amb els romans a Sentínum on es va lliurar una batalla decisiva comandada per Publi Deci Mus en la que els romans van triomfar i Egnaci va morir.